# Etyek
Etyek är en ort i Ungern.   Den ligger i provinsen Fejér, i den nordvästra delen av landet, 22 km väster om huvudstaden Budapest. Etyek ligger 169 meter över havet och antalet invånare är 3 626.
Terrängen runt Etyek är platt. Runt Etyek är det tätbefolkat, med 550 invånare per kvadratkilometer. Närmaste större samhälle är Érd, 13,4 km öster om Etyek. Trakten runt Etyek består till största delen av jordbruksmark.